# Park im. Leszczyńskich Satyryków
Park im. Leszczyńskich Satyryków – park położony w Lesznie, znajdujący się w u zbiegu ulic Zacisze i Edwarda Frankiewicza.
Do 2013 teren ten nosił nazwę Parku Bractwa Kurkowego ponieważ zajmuje on obszar strzelnicy działającego od 11 listopada 1627 do 1947 leszczyńskiego bractwa kurkowego. Statut bractwa uchwalił Rafał V Leszczyński, on również nadał bractwu ten teren na strzelnicę. W 1947 władze zlikwidowały struktury strzeleckich bractw kurkowych, a w 1953 przekazały ten teren w administrację Centrum Kultury i Sztuki. Obecnie 30 procent powierzchni parku należy do samorządu województwa wielkopolskiego, a część pozostała jest we władaniu miasta Leszno. W 2013 decyzją Rady Miasta Leszno park zmienił nazwę na Park im. Leszczyńskich Satyryków, nazwa ta upamiętnia działający w latach 1956-1981 Leszczyński Teatr Satyryków.